# Syllitus argillaceus
Syllitus argillaceus är en skalbaggsart som beskrevs av Mckeown 1937. Syllitus argillaceus ingår i släktet Syllitus och familjen långhorningar. Inga underarter finns listade i Catalogue of Life.